# Dalibor Gatarić
Dalibor Gatarić (* 18. Mai 1986 in Banja Luka, SFR Jugoslawien) ist ein deutscher Fußballspieler, der seit 2017 beim Fünftligisten TV Jahn Hiesfeld unter Vertrag steht.

## Karriere
Dalibor Gatarić kam an der Seite seines Zwillingsbruders Danijel Gatarić an den letzten Spieltagen der Saison 2004/05 bei Rot-Weiß Oberhausen in der 2. Bundesliga zum Einsatz, aus der man in die Regionalliga Nord abstieg. In der Folge spielten sie gemeinsam in der 2. Mannschaft des 1. FC Köln (2006–2008), beim FSV Oggersheim (2008/09) und Wormatia Worms (2009). In der Winterpause der Saison 2009/10 trennten sich schließlich die Wege, nachdem nur Dalibor nach einem Probetraining bei den Sportfreunden Lotte ein Angebot erhielt, während Danijel zum KSV Hessen Kassel wechselte. Mit den Sportfreunden Lotte wurde Dalibor Gatarić 2010 und 2012 jeweils Vizemeister der Regionalliga West und verpasste nur knapp den Aufstieg in die 3. Liga. In der Saison 2012/13 errang er mit Lotte die Regionalligameisterschaft, in den Aufstiegsspielen zur 3. Liga scheiterte Gatarić mit seinem Team jedoch an RB Leipzig.
Im Sommer 2014 wechselte er gemeinsam mit seinem Zwillingsbruder zum Wuppertaler SV in die Oberliga Niederrhein. Nach zwei Jahren und dem Aufstieg in die Regionalliga in der Saison 2015/16 wechselte er mit seinem Bruder zur Saison 2016/17 zur Hammer SpVg in die Oberliga Westfalen. Zur Spielzeit 2017/18 wechselten die Zwillinge gemeinsam nach Dinslaken zum TV Jahn Hiesfeld in die Oberliga Niederrhein.